# Jatropha dhofarica
Jatropha dhofarica är en törelväxtart som beskrevs av Radcl.-sm.. Jatropha dhofarica ingår i släktet Jatropha och familjen törelväxter.
Artens utbredningsområde är Oman. Inga underarter finns listade i Catalogue of Life.

## Bildgalleri

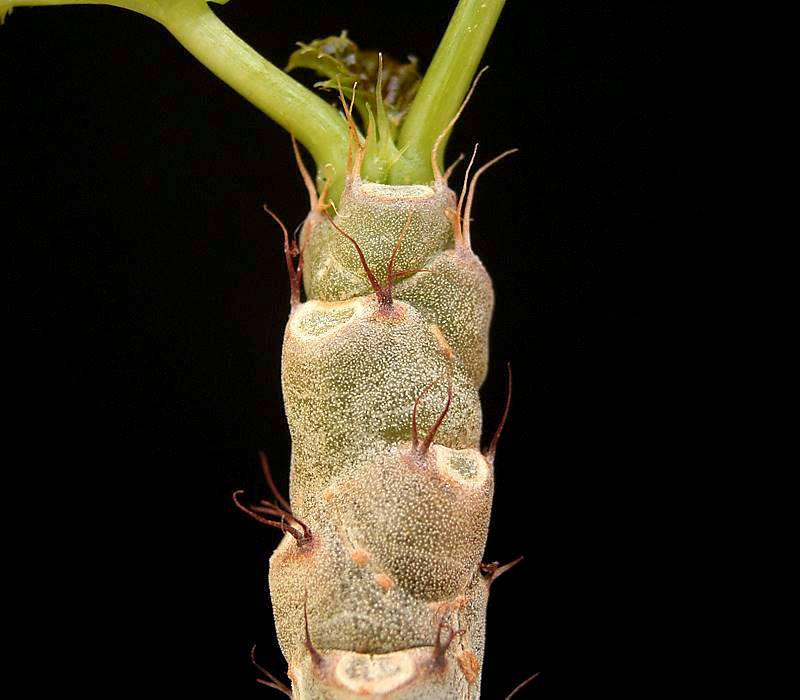